# David Obey
Pour les articles homonymes, voir Obey.
David Ross Obey dit Dave Obey, né le 3 octobre 1938 à Okmulgee, est un homme politique américain. Démocrate, il a été membre de la Chambre des représentants des États-Unis de 1969 à 2011 pour le septième district congressionnel du Wisconsin.